# Transmissió genètica

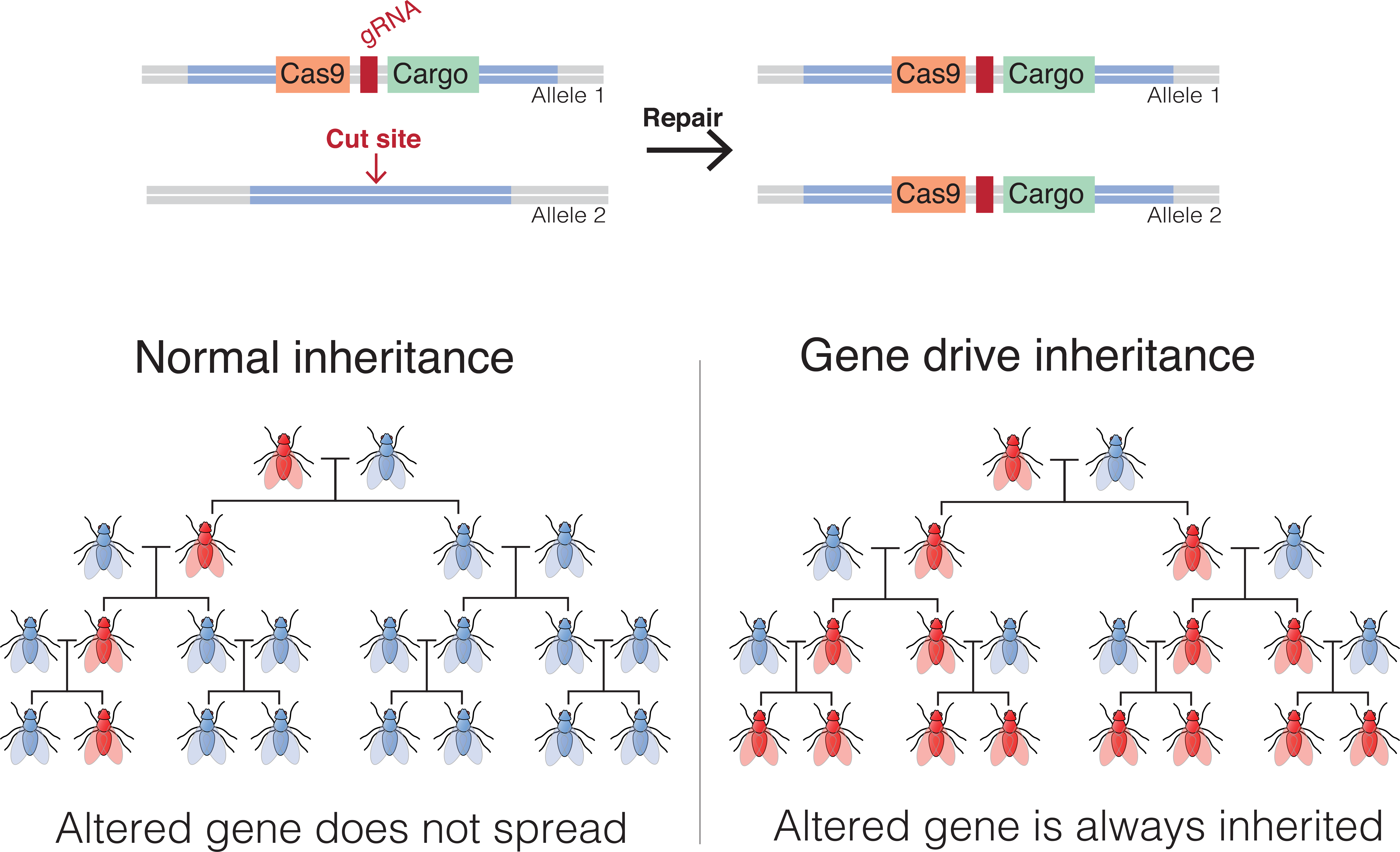
Unitat gènica artificial utilitzant un sistema CRISPR-Cas9: el gRNA indica a Cas9 que talli l'al·lel rival, fent que el mecanisme de reparació substitueixi el dany per l'al·lel que conté Cas9.

Una transmissió genètica és un procés natural i una tecnologia d'enginyeria genètica que propaga un conjunt particular de gens per tota una població alterant la probabilitat que un al·lel específic es transmeti a la descendència (en lloc de la probabilitat mendeliana del 50%). Les unitats genètiques poden sorgir a través de diversos mecanismes. S'ha proposat que proporcionin un mitjà eficaç per modificar genèticament poblacions específiques i espècies senceres.
La tècnica pot utilitzar l'addició, la supressió, la interrupció o la modificació de gens.
Les aplicacions proposades inclouen l'exterminació d'insectes que porten patògens (sobretot els mosquits que transmeten patògens de la malària, el dengue i el zika), el control d'espècies invasores o l'eliminació de la resistència als herbicides o als pesticides.
Igual que amb qualsevol tècnica potencialment potent, les unitats genètiques es poden fer un ús indegut de diverses maneres o induir conseqüències no desitjades. Per exemple, una unitat genètica destinada a afectar només una població local es podria estendre per tota una espècie. Els impulsos gènics que erradiquen poblacions d'espècies invasores als seus hàbitats no autòctons poden tenir conseqüències per a la població de l'espècie en conjunt, fins i tot al seu hàbitat natiu. Qualsevol retorn accidental d'individus de l'espècie als seus hàbitats originals, a través de la migració natural, alteracions ambientals (tempestes, inundacions, etc.), transport humà accidental o reubicació intencionada, podria conduir l'espècie a l'extinció involuntàriament si els individus reubicats portaven unitats genètiques nocives.
Les unitats genètiques es poden construir a partir de molts elements genètics egoistes naturals que utilitzen una varietat de mecanismes moleculars. Aquests mecanismes naturals indueixen una distorsió de segregació similar a la natura, que sorgeix quan els al·lels evolucionen mecanismes moleculars que els donen una possibilitat de transmissió superior al 50% normal.
La majoria de les unitats genètiques s'han desenvolupat en insectes, especialment en mosquits, com a forma de controlar els patògens transmesos per insectes. Desenvolupaments recents van dissenyar les unitats genètiques directament en virus, especialment els herpesvirus. Aquestes unitats gèniques virals poden propagar una modificació a la població de virus i tenen com a objectiu reduir la infectivitat del virus.

## Mecanisme
En les espècies de reproducció sexual, la majoria dels gens estan presents en dues còpies (que poden ser iguals o diferents al·lels), qualsevol dels quals té un 50% de possibilitats de passar a un descendent. Esbiaixant l'herència de determinats gens alterats, els impulsos genètics sintètics podrien difondre les alteracions de manera més eficaç a través d'una població.
Normalment, els científics insereixen la unitat gènica a l'ADN d'un organisme juntament amb la maquinària CRISPR-Cas9. Quan l'organisme modificat s'aparella i el seu ADN es barreja amb el de la seva parella, l'eina CRISPR-Cas9 talla l'ADN de la parella al mateix lloc on es troba la unitat genètica del primer organisme. La cèl·lula repara l'ADN tallat copiant la unitat gènica del primer organisme al lloc corresponent de l'ADN de la descendència. Això vol dir que les dues còpies del gen (una de cada pare) ara contenen la unitat genètica.

### Mecanismes moleculars

Mecanisme molecular d'una unitat gènica basada en Cas9 i ARN guia.

A nivell molecular, una unitat gènica d'endonucleasa funciona tallant un cromosoma en un lloc específic que no codifica la unitat, induint la cèl·lula a reparar el dany copiant la seqüència de la unitat al cromosoma danyat. Aleshores, la cel·la té dues còpies de la seqüència de la unitat. El mètode deriva de tècniques d'edició del genoma i es basa en la recombinació homòloga. Per aconseguir aquest comportament, les unitats gèniques de l'endonucleasa consisteixen en dos elements imbricats:
- Una endonucleasa que talla selectivament a la "seqüència diana", és a dir, l'al·lel rival. Aquest pot ser un de:
  - Una endonucleasa homing, que és el que utilitzen els inteins naturals per propagar-se. No obstant això, són molt difícils, si no impossibles, de reorientar-los.[15]
  - Una endonucleasa guiada per ARN (per exemple, Cas9 o Cas12a) i el seu ARN guia, que es pot alterar fàcilment per establir l'objectiu.[15] Cas9 és la tecnologia més prometedora identificada en una revisió del 2014.[15] Les unitats genètiques Cas9 s'han provat amb èxit el 2015,[16] i Cas12a el 2023.[17]
  - Qualsevol altre sistema d'endonucleases programable, com ara nucleases modulars de dit de zinc i TALEN.[15] Una d'aquestes unitats s'ha provat amb èxit en mosques de la fruita, però va resultar ser evolutivament inestable a causa de la naturalesa de moltes repeticions d'aquestes endonucleases.[15]
- Una seqüència de plantilla utilitzada per la maquinària de reparació d'ADN després de tallar la seqüència diana. Per aconseguir la naturalesa d'autopropagació de les unitats gèniques, aquesta plantilla de reparació conté almenys la seqüència d'endonucleases. Com que la plantilla s'ha d'utilitzar per reparar una ruptura de doble cadena al lloc de tall, els seus costats són homòlegs a les seqüències que són adjacents al lloc de tall al genoma hoste. En dirigir la unitat gènica a una seqüència codificant de gens, aquest gen serà inactivat; es poden introduir seqüències addicionals a la unitat gènica per codificar noves funcions.

Com a resultat, la inserció de la unitat gènica al genoma es tornarà a produir en cada organisme que hereta una còpia de la modificació i una còpia del gen de tipus salvatge. Si la unitat gènica ja està present a la cèl·lula de l'ou (per exemple, quan es reben d'un progenitor), tots els gàmetes de l'individu portaran la unitat gènica (en lloc del 50% en el cas d'un gen normal).

## Limitacions tècniques
Com que les unitats gèniques es propaguen substituint altres al·lels que contenen un lloc de tall i les homologies corresponents, la seva aplicació s'ha limitat principalment a espècies de reproducció sexual (perquè són diploides o poliploides i es barregen al·lels a cada generació). Com a efecte secundari, la consanguinitat podria ser, en principi, un mecanisme d'escapament, però és difícil avaluar fins a quin punt això pot passar a la pràctica.

## Problemes
Els problemes destacats pels investigadors inclouen:
- Mutacions: una mutació podria passar a la meitat de la conducció, la qual cosa té el potencial de permetre que trets no desitjats "cavalguin".
- Escapada: l'encreuament o el flux genètic poden permetre que un impuls vagi més enllà de la seva població objectiu.
- Impactes ecològics: fins i tot quan s'entén l'impacte directe dels nous trets en un objectiu, l'impuls pot tenir efectes secundaris a l'entorn.

El Broad Institute del MIT i Harvard van afegir unitats genètiques a una llista d'usos de la tecnologia d'edició de gens que no creu que les empreses haurien de perseguir.

## Història
Austin Burt, un genetista evolutiu de l'Imperial College de Londres, va presentar la possibilitat de dur a terme unitats gèniques basades en elements genètics egoistes d'endonucleases d'homing natural el 2003.
Els investigadors ja havien demostrat que aquests gens podien actuar de manera egoista per estendre's ràpidament al llarg de les generacions successives. Burt va suggerir que les unitats genètiques es podrien utilitzar per evitar que una població de mosquits transmetés el paràsit de la malària o per estavellar una població de mosquits. Les unitats gèniques basades en endonucleases homing s'han demostrat al laboratori en poblacions transgèniques de mosquits i mosques de la fruita. Tanmateix, les endonucleases homing són específiques de la seqüència. Alterar la seva especificitat per orientar-se a altres seqüències d'interès continua sent un repte important. Les possibles aplicacions de la unitat gènica es van mantenir limitades fins al descobriment de CRISPR i les endonucleases guiades per ARN associades com Cas9 i Cas12a.
El juny de 2014, el Programa Especial de Recerca i Formació en Malalties Tropicals de l'Organització Mundial de la Salut (OMS) va publicar directrius per avaluar els mosquits modificats genèticament. L'any 2013 l'Autoritat Europea de Seguretat Alimentària va publicar un protocol per a les avaluacions ambientals de tots els organismes modificats genèticament.

## CRISPR
CRISPR és el principal mètode d'enginyeria genètica. El 2014, Esvelt i els seus companys van suggerir per primera vegada que CRISPR/Cas9 es podria utilitzar per construir unitats genètiques. El 2015, els investigadors van informar de l'èxit de l'enginyeria de les unitats gèniques basades en CRISPR en Saccharomyces, Drosophila i mosquits. Van informar d'una distorsió eficient de l'herència al llarg de generacions successives, amb un estudi que demostrava la propagació d'un gen a poblacions de laboratori. S'esperava que sorgissin al·lels resistents a la unitat per a cadascuna de les unitats genètiques descrites; tanmateix, això es podria retardar o prevenir orientant-se a llocs altament conservats en els quals s'esperava que la resistència tingués un cost físic greu.

## Aplicacions
Les unitats gèniques tenen dues classes principals d'aplicació, que tenen implicacions de diferent significació:
- introduir una modificació genètica en poblacions de laboratori; una vegada que s'ha produït una soca o una línia que porta la unitat genètica, la unitat es pot passar a qualsevol altra línia mitjançant l'aparellament. Aquí, la unitat genètica s'utilitza per aconseguir molt més fàcilment una tasca que es podria fer amb altres tècniques.
- introduir una modificació genètica en poblacions salvatges. Les unitats gèniques constitueixen un desenvolupament important que fa possibles canvis abans inabastables.

A causa del seu risc potencial sense precedents, s'han proposat i provat mecanismes de salvaguarda.